# Centro de Capacitación Cinematográfica
El Centro de Capacitación Cinematográfica (CCC) és una de les dues institucions públiques nacionals dedicades a l'ensenyament del cinema a Mèxic. Es va fundar el 15 de juliol de 1975 amb la finalitat de formar professionals del cinema en l'àrea tècnica i artística. És una de les escoles de cinema més antigues i importants d'Amèrica Llatina.
El CCC produeix al voltant de quaranta curtmetratges per any i realitza pel·lícules de llarg i mitjà metratge que combinen elements acadèmics amb característiques de producció professional.

## Història
El CCC va ser fundat el 15 de juliol de 1975 pel cineasta Carlos Velo, amb Luis Buñuel com a president honorari.

### Context del cinema nacional
La institució va obrir les portes cap al final del sexenni del president Luis Echeverría Álvarez, etapa caracteritzada per una crisi en l'econòmic i artístic del cinema nacional, i per una presència important de l'Estat en la indústria, abastant des del finançament -a través del Banc Nacional Cinematogràfic-, passant per la producció i arribant fins a la distribució i exhibició.
Prova de l'anterior és que per al moment que sorgeix el CCC, la producció afavorida per l'Estat al 100% o en forma de coproducció supera a la privada amb 24 pel·lícules per any. Amb el canvi de sexenni en 1976, Margarita López Portillo, novel·lista i germana del president José López Portillo, és nomenada directora del RTC. Aquesta administració es va caracteritzar per un canvi en la visió de l'Estat respecte al cinema, afavorint "polítiques d'exhibició de la indústria privada, que produeix pel·lícules de baix cost i pèssima qualitat".

### Fundació i primers anys
Després de la seva fundació en 1975, Carlos Velo és destituït amb el canvi d'administració federal. El 15 de gener de 1977, Alfredo Joskowicz és designat de manera oficial com el nou director i s'anuncia un pressupost de 400 milions de pesos per a aquest any. El nou director agrega al pla d'estudis original les especialitats de cinefotografía, edició, i so. Joskowicz redueix així mateix l'edat d'admissió de 25 a 23 anys i modifica el pre-requisit d'una carrera de Filosofia i lletres conclosa per la de qualsevol carrera professional conclosa. És en aquest any que la primera generació conclou els seus estudis i la tercera ingressa amb un total de 14 estudiants.
Aquest mateix any, Juan Arturo Brennan es converteix en el primer graduat del centre amb el curtmetratge de tesi titulat Límite.
El 1978, la institució ingressa com a membre del Centre International de Liaison des Ecoles de Cinéma et de Télévision, associació que en el segle XXI agrupa més de 100 escoles de cinema i TV de tot el món.

### Actualitat
Des de 2015 depèn de la Secretaría de Cultura federal, ministeri creat per decret presidencial i que va substituir al Consejo Nacional para la Cultura y las Artes.

## Infraestructura
El CCC compta amb instal·lacions pròpies per al dictat d'imatge, amb equipament per a la producció i postproducció.

## Filosofia
El CCC contempla a la labor cinematogràfica en un sentit ampli, orientant així la seva activitat a formar professionals que combinin aprenentatge teòric amb labor pràctica i que ajudin a difondre una cultura que vincula la imatge en moviment amb les altres manifestacions i expressions artístiques.

## Docents
El CCC compta amb mestres actius professionalment i destacats cineastes, entre ells els següents: Francisco Athié, Sigfrido Barjau, Carlos Bolado, Christiane Burkhard, Simón Bross, Carlos Carrera, Felipe Cazals, Nicolás Echeverría, Luis Estrada, Jorge Fons, José Luis García Agraz, Guillermo Granillo, Henner Hofmann, Toni Khun, Beatriz Novaro, María Novaro, Ignacio Ortiz, Marina Stavenhagen, Alfredo Joskowicz.

## Opera Prima
D'altra banda, secundat per l'Instituto Mexicano de Cinematografía, el CCC ha desenvolupat amb especial vigor en els últims anys el projecte denominat Opera Prima que permet el debut —a partir d'un concurs de selecció intern— de joves realitzadors, productors, guionistes i cinefotógrafos a través de la producció d'un primer llargmetratge. La intensa participació dels alumnes de l'escola en els diversos àmbits de la producció i l'oportunitat de filmar una primera pel·lícula amb el suport institucional que brinda l'escola, són a penes algunes de les característiques d'aquest projecte, a cavall entre el cinema industrial i la producció estrictament acadèmica. Del projecte Opera prima del CCC han sorgit pel·lícules que han estat reconegudes fins i tot en àmbits internacionals: El secreto de Romelia, de Busi Cortés; La mujer de Benjamín, de Carlos Carrera; La orilla de la tierra, d'Ignacio Ortiz; Somos lo que hay, de Jorge Michel Grau, entre altres

## Premis i reconeixements
En 2005, el CCC va ser reconegut amb el premi a l'excel·lència acadèmica en el Festival d'Escoles de Cinema de Tel-Aviv, Israel. Un any més tard, l'Academia Mexicana de Artes y Ciencias Cinematográficas li va atorgar el Premi Ariel d'Or pels seus 30 anys de labor educativa i contribució al cinema nacional.
En 2014, en el marc del seu 40 aniversari, la Loteria Nacional per a l'Assistència Pública va emetre un bitllet commemoratiu per al Sorteig Major número 3548.
Entre els reconeixements als seus diplomats, destaquen la Palma d'Or del Festival de Canes a Carlos Carrera pel seu curtmetratge animat El héroe (1994) i a Elisa Miller pel seu curtmetratge de ficció Ver llover (2007), amb el que Miller es va convertir a més en la primera mexicana a rebre aquest reconeixement
D'igual forma, dues dels seus estudiants han rebut el Foreign Student Academy Award (Premi Estudiantil Estranger) de la Academy of Motion Picture Arts and Sciences dels Estats Units i un més va estar nominat. Pel que fa als guanyadors, el primer va ser Javier Bourges, amb El último fin de año, i el segon Rodrigo Plá, amb El ojo en la nuca; mentre que en 2015 Fernanda Valadez va ser nominada pel curtmetratge 400 maletas. Per part seva, també en 2015, el curtmetratge documental La Parka, de Gabriel Serra, va ser nominat a l'Oscar.